# Zona Sudeste de São Paulo

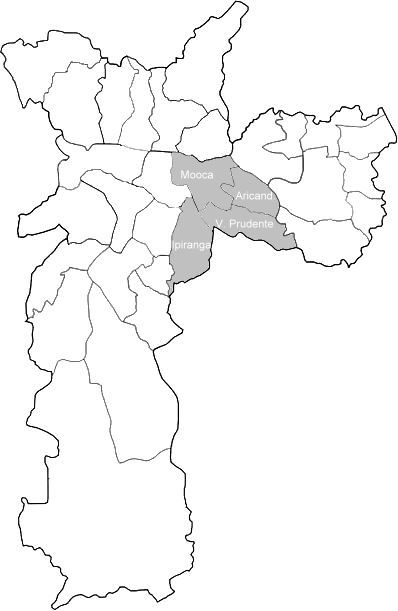
Ubicación de la Zona Sudeste de São Paulo en el mapa de la ciudad.

La Región Sudeste de São Paulo (en portugués Região Sudeste de São Paulo) es una región administrativa establecida por el gobierno municipal de la ciudad de São Paulo, abarcando las subprefecturas da Mooca, Aricanduva, Vila Prudente e Ipiranga. De acuerdo con el censo de 2000, tiene una población de 1.522.997 habitantes y una renta media por habitante de R$ 1.341,40.